# José Anastácio da Cunha

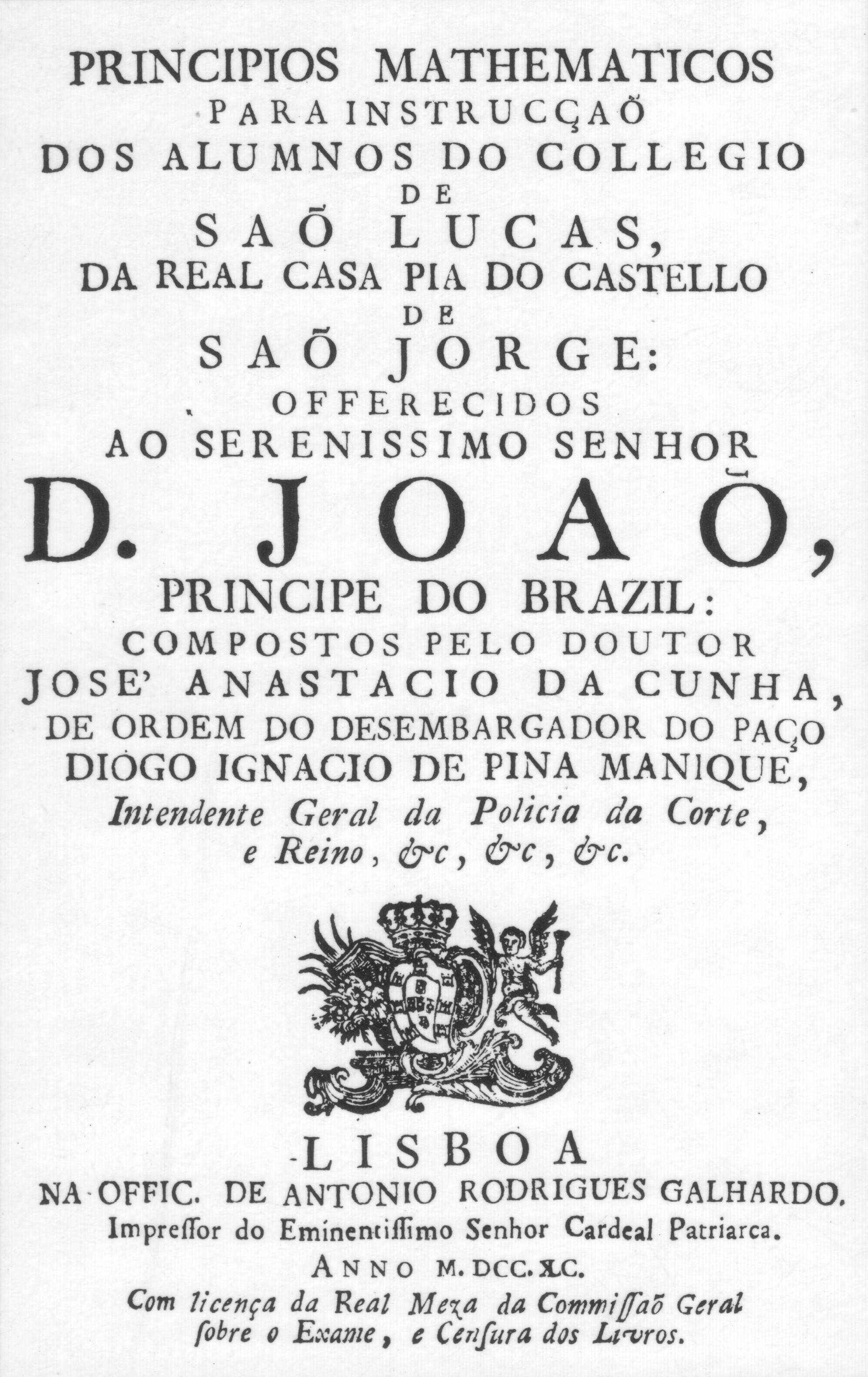
Buch von da Cunha

José Anastácio da Cunha (* 11. März 1744 in Lissabon, Portugal; † 1. Januar 1787 ebenda) war ein portugiesischer Mathematiker und Lyriker.

## Leben und Wirken
José Anastácio da Cunha wurde als Sohn des Malers Lourenço da Cunha und von Jacinta Ignes geboren. Auf dem Oratorianer-Kolleg in Lissabon machte er sein Abitur, Lehrfächer waren Rhetorik, Grammatik und Logik. Naturwissenschaften standen wegen der antiwissenschaftlichen Haltung der Kirche nicht auf dem Lehrplan, physikalische und mathematische Prinzipien brachte er sich autodidaktisch bei. 1763 schlug er für rund zehn Jahre die Militärlaufbahn ein, in der er es bis zum Rang eines Leutnants der Artillerie brachte. Er war vor allem in Valença do Minho stationiert. Der hochbegabte Mann konnte neben seiner Muttersprache fließend Englisch, Französisch, Italienisch, Latein und Altgriechisch sprechen.
1773 wurde er für Professor für Geometrie an der durch den fortschrittlichen Marquês de Pombal errichteten Fakultät für Mathematik an der Universität Coimbra. In diesem Amt blieb er bis 1778. Nach dem Tode König Josephs I. und dem Sturz von Premierminister Pombal wurden die Zeiten für liberal denkende Menschen wieder härter, diverse naturwissenschaftliche Einrichtungen wurden geschlossen.
1778 wurde Cunha bei der Inquisition angeschwärzt, verhaftet und vor ein Tribunal des Sancto Officio da Inquisicao de Lisboa, dem Offizium der Inquisition in Lissabon geführt. Ihm wurde vorgeworfen, dass er Naturwissenschaftler war, angeblich Fleisch an den fleischlosen Tagen gegessen habe und Bücher von Voltaire, Thomas Hobbes und Jean-Jacques Rousseau besäße. Er wurde zu drei Jahren Gefängnis verurteilt, und nach voller Verbüßung seiner Haftstrafe im Jahr 1781 entlassen. Seine Gesundheit war jedoch durch die Haft so stark angeschlagen, dass er einige Jahre später starb. Von 1781 bis zu seinem Tode war er als einfacher Lehrer für Mathematik an der bekannten Schule Casa Pia-São Lucas tätig.
Er starb im Alter von nur 42 Jahren am 1. Januar 1787 in seiner Heimatstadt.

## Werk und Bedeutung
Er schrieb an einer Enzyklopädie der Mathematik in 21 Bänden (Principios Mathemáticos), in der er neben Algebra und Geometrie die Analysis behandelte, wobei er für seine Zeit noch untypisch Wert auf strenge Methoden in der Analysis legte. Unter anderem nahm er das Cauchy-Kriterium vorweg, was allerdings in der französischen Übersetzung verdunkelt wurde, so dass Mathematikhistoriker erst relativ spät darauf aufmerksam wurden. Adolf Juschkewitsch stellte ihn in eine Reihe mit Augustin Louis Cauchy, Niels Henrik Abel und Bernard Bolzano in der Einführung strenger Methoden in der Analysis.
Seine Enzyklopädie veröffentlichte er ab 1782 in Portugiesisch und sie erschien vollständig 1790. Den meisten Mathematikern wurde sie durch die französische Übersetzung 1811 bekannt. Insgesamt war die Rezeption aber gering und da Cunha hatte kaum Einfluss auf die Mathematik. Carl Friedrich Gauß äußerte sich in einem Brief an Friedrich Wilhelm Bessel positiv zur Einführung des Logarithmus durch da Cunha durch Potenzreihenentwicklung (und kritisiert dabei eine anonyme negative Rezension speziell dieses Punktes bei da Cunha in den Göttinger Gelehrten Anzeigen von 1811, die er als schlecht bezeichnet).
Sein poetisches Werk bestand aus zahlreichen Gedichten, vor allem Sonetten, die aber erst nach seinem Tode erschienen. Vorab waren einige Verse in Anthologien, ebenfalls posthum, veröffentlicht.
In Lissabon ist eine Straße nach dem Mathematiker benannt. Neben Pedro Nunes ist José Anástacio da Cunha der bedeutendste Mathematiker, den Portugal jemals hervorgebracht hatte.

## Werk
- Principios Mathematicos, Enzyklopädie in 21 Bänden, posthum erschienen 1790.
- Ensaio sobre os principios da mechanica, posthum, 1807.
- Composiçoes poeticas de Jose Anastacio da Cunha, (Poetische Kompositionen), Lyrik, 1839, posthum.